# ONE -you are the one-
「ONE -You are the one-」（ワン ユー・アー・ザ・ワン）は、1998年1月にリリースされたFANATIC◇CRISISの通算7枚目であり、メジャーでは3作目のシングルである。発売元はフォーライフレコード。

## 解説
前作から3カ月ぶりのシングル。アルバム『ONE -one for all-』からの先行シングルで、同アルバムに「ONE -one for all-」と改題されて収録された。
初動売り上げは前作より約9000枚多く、売り上げは前作を4万枚を上回った。
ライヴでは度々演奏される定番曲で、石月努のソロライヴでも演奏された。
タイトル曲はフジテレビ系『奇跡体験!アンビリバボー』EDテーマ。カップリングは、映画『エコエコアザラクIII-MISA THE DARK ANGEL-』主題歌で、公開時の舞台挨拶にメンバー全員で登場した。

## 収録曲
全作詞：、編曲：小路隆・FANATIC◇CRISIS
1. ONE -You are the one- [4:40]
  - 作曲:石月努・Shun
2. すべての出逢いと別れに [5:31]
  - 作曲:石月努
3. ONE -You are the one- (Vox Less Version) [4:39]
4. すべての出逢いと別れに (Vox Less Version) [5:28]

## 収録作品
- ONE -one for all-（#1 -one for all-）
- THE BEST of FANATIC◇CRISIS Single Collection01（#1）
- THE BEST of FANATIC◇CRISIS B-Side Collection（#2）